# Pedro Angulo
Pedro Angulo, O.P. (falecido em 1561) foi um missionário dominicano espanhol na Guatemala, no século XVI.

## Biografia
Ele era natural de Burgos, na Espanha, e veio para a América em 1524 como soldado, mas ingressou na ordem dominicana em 1529. Ele se tornou companheiro de Bartolomeu de las Casas na Guatemala, na América Central em geral e nas Grandes Antilhas (Santo Domingo). Foi nomeado Provincial dos Dominicanos por Chiapas e Bispo de Vera Paz, mas faleceu pouco depois. Angulo foi uma das principais figuras das primeiras missões indígenas no sul do México e Guatemala, e mais bem-sucedido do que Las Casas. Ele visitou tribo após tribo e viveu e ensinou entre eles. Ele recorreu a gráficos nos quais os assuntos bíblicos eram representados alegoricamente. Ele os carregou pelo deserto para usar como ilustração em seus discursos aos nativos.
Ele era proficiente em Nahuatl e Zutuhil, e escreveu vários tratados sobre assuntos religiosos neste último.